# 14-та зенітна дивізія (Третій Рейх)
14-та зенітна дивізія (Третій Рейх) (нім. 14. FlaK-Division) — зенітна дивізія Вермахту, що діяла протягом Другої світової війни у складі Повітряних сил Третього Рейху.

## Історія
14-та зенітна дивізія була сформована у січні 1942 року під керівництвом генерал-майора Вальтера Феєрабенда на заміну 2-ї зенітної дивізії, передислокованої на Східний фронт. Головним завданням з'єднання було забезпечення протиповітряної оборони в районі Галле-Лейпциг-Цайц.
На 13 січня 1943 року дивізія мала у своєму складі 36 важких і 26 середніх і легких зенітних батарей.
Після вступу Червоної армії в Німеччину частина підрозділів дивізії брала участь в обороні Галле, Лейпцига і Дессау. Штаб і кілька моторизованих підрозділів дивізії було відправлено в Мекленбург (Гагенов, Шверін), де перебували до кінця війни.

## Райони бойових дій
- Німеччина (січень 1942 — травень 1945).

## Командування

### Командири
- генерал-лейтенант Вальтер Феєрабенд (3 лютого — 30 листопада 1942);
- генерал-лейтенант Рудольф Шульце (нім. Rudolf Schulze) (1 грудня 1942 — 15 травня 1944);
- генерал-майор Адольф Герлах (нім. Adolf Gerlach) (травень 1944);
- оберст Макс Гехт (нім. Max Hecht) (травень 1944);
- генерал-майор Адольф Герлах (травень 1944 — 2 травня 1945).
- оберст Мюллер (травень 1945);

### Підпорядкованість
| Час     | Корпус | Командування/Флот | Штаб    |
| ------- | ------ | ----------------- | ------- |
| 1942    |        |                   |         |
| лютий   |        | Люфтгау III       | Лейпциг |
| 1943    |        |                   |         |
| 1 січня |        | Люфтгау III       | Лейпциг |
| 1944    |        |                   |         |
| 1 січня |        | Люфтгау III       | Лейпциг |
| 1945    |        |                   |         |
| 1 січня |        | Люфтгау III       | Лейпциг |

### Склад
| Лютий 1942                         | Листопад 1943       | Січень 1944                    | Жовтень 1944        |
| ---------------------------------- | ------------------- | ------------------------------ | ------------------- |
| 3-й зенітний полк                  | —                   | —                              | —                   |
| 33-й зенітний полк                 | 33-й зенітний полк  | 33-й зенітний полк             | —                   |
| —                                  | —                   | I./42-го зенітного полку       |                     |
| —                                  | —                   | —                              | 90-й зенітний полк  |
| —                                  | —                   | —                              | 120-й зенітний полк |
| —                                  | —                   | —                              | 138-й зенітний полк |
| —                                  | 140-й зенітний полк | 140-й зенітний полк            | 140-й зенітний полк |
| 300-й зенітний полк                | 300-й зенітний полк | 300-й зенітний полк            | —                   |
| —                                  | —                   | 7-й зенітний прожекторний полк | —                   |
| 73-й зенітний прожекторний полк    |                     |                                |                     |
| 134-й дивізіон повітряної розвідки |                     |                                |                     |